# 377年
| 千纪： | 1千纪                                                                                           |
| 世纪： | 3世纪 \| 4世纪 \| 5世纪                                                                         |
| 年代： | 340年代 \| 350年代 \| 360年代 \| 370年代 \| 380年代 \| 390年代 \| 400年代                       |
| 年份： | 372年 \| 373年 \| 374年 \| 375年 \| 376年 \| 377年 \| 378年 \| 379年 \| 380年 \| 381年 \| 382年 |
| 纪年： | 丁丑年（牛年）；东晋太元二年；前秦建元十三年                                                    |

## 大事记
- 定居於羅馬帝國境內的哥德人發生暴亂，洗劫了多瑙河各省並占領巴爾幹半島。
- 由於前秦已一統北部中國，東晉王朝受到空前的軍事壓力，因此詔求良將鎮禦北方。當時的權臣謝安遂任命其侄子謝玄應舉。朝廷任命謝玄為建武將軍、兗州刺史、領廣陵相、監江北諸軍事，鎮廣陵。謝玄到任後從逃避北方戰亂而來的流民選拔驍勇士卒如劉牢之等，建立了一支軍隊，即後來的北府軍。